# Braldugletscher
Der Braldugletscher befindet sich im westlichen Karakorum im pakistanischen Sonderterritorium Gilgit-Baltistan.

## Lage
Der Braldugletscher hat eine Länge von 35 km. Die Gletscherfläche liegt bei etwa 124 km². Er strömt von der Gebirgsgruppe Panmah Muztagh in nördlicher Richtung. Auf der Ostseite erheben sich die Wesm-Berge, im Westen liegen die Ghujerab-Berge. Der Gletscher speist den Nördlichen Braldu, einen Zufluss des Shaksgam. Der Braldugletscher wird von folgenden Bergen eingerahmt: Skorg (6460 m), Bobisghir (6416 m) und Braldu Brakk (6300 m).